# Krasnyj Jar (Oblast' di Omsk)
Krasnyj Jar (in russo Красный Яр?) è un insediamento operaio dell'oblast' di Omsk, in Russia, nella parte sud della Siberia Occidentale. È situato nel distretto Ljubinskij.
Si trova sulla riva di un'ansa laterale dell'Irtyš, 48 km a nord-ovest di Omsk.